# SN 2001iz
SN 2001iz – supernowa odkryta 9 grudnia 2001 roku w galaktyce A105337+5715. W momencie odkrycia miała maksymalną jasność 23,00m.